# جلجیلیا
جلجیلیا (به لاتین: Jiljilyya) یک روستا در دولت فلسطین است که در استان رام‌الله و البیره واقع شده‌است. جلجیلیا ۷۴۹ متر بالاتر از سطح دریا واقع شده‌است.